# Acrossocheilus malacopterus
Acrossocheilus malacopterus es una especie de peces de la familia de los
Cyprinidae en el orden de los Cypriniformes.

## Morfología
Los machos pueden llegar alcanzar los 15,3 cm de longitud total.

## Reproducción
Es ovíparo.

## Hábitat
Es un pez de agua dulce.

## Distribución geográfica
Se encuentra en la China (Yunnan, Guangdong, Guangxi y Guizhou ).

## Observaciones
Es inofensivo para los humanos.